# Транснациональная радикальная партия
Транснациональная радикальная партия (ТРП) — международная межпартийная организация, ведущая ненасильственную борьбу за утверждение демократических прав и свобод во всём мире. Основана в 1955 году в Риме, с 1995 года имеет консультативный статус первой категории в Экономическом и социальном совете ООН. ТРП известна своими антимилитаристскими и антипрогибиционистскими кампаниями.

## История
Партия основана в 1955 году под названием Радикальная партия итальянских либералов и демократов (Partito radicale dei liberali e democratici italiani, PRLDI) в качестве итальянской политической партии, которая уже в 1958 году приняла участие в парламентских выборах по общим спискам с Республиканской партией, затем сблизилась с социалистами. Внутрипартийный кризис 1962 года привёл к реорганизации партии вокруг её левого крыла во главе с Марко Паннелла и переименованию её весной 1963 года в Радикальную партию. Одним из наиболее известных достижений партии стал референдум 12-13 мая 1974 года по вопросу разрешения разводов в Италии. После этого радикалы поддержали целую серию референдумов по пересмотру норм гражданского и уголовного права Италии, не соответствовавших принципам либерализма. В 1976 году РП впервые приняла участие в парламентских выборах по собственному списку, получив 1,1 % голосов, её результаты на выборах 1979, 1983 и 1987 годов составили соответственно 3,4 %, 2,2 % и 2,6 %. В 1989 году Радикальная партия реорганизовалась в Транснациональную радикальную партию с отделениями во многих странах, но в национальных политических выборах они не участвуют.

## Поддержка декриминализации оборотапсихоактивных веществ
ТРП был организован ряд акций в поддержку декриминализации оборота психотропных препаратов конопли. С 1965 года партия развернула борьбу за декриминализацию употребления наркотиков в Италии. В 1975 году основатель и лидер партии Марко Паннелла заставил полицейских арестовать себя за курение джойнта в общественном месте и, находясь в тюрьме, смог добиться, чтобы парламент страны принял закон об отмене уголовной ответственности за употребление наркотиков. В 1990 году закон снова был ужесточён, и Паннелла организовал новую кампанию гражданского неповиновения, на этот раз с публичными раздачами гашиша. В результате непрерывной деятельности ТРП итальянское наркозаконодательство является одним из наиболее либеральных в Европе.
В 1988-1989 годах ТРП выступила соучредителем Радикальной антипрогибиционистской координационной группы (CORA) и Международной антипрогибиционистской лиги (IAL). 1990-е годы ознаменовались значительным ростом активности партии на международной арене. Демонстрации и акции гражданского неповиновения, проводимые по инициативе ТРП, становятся всё более многолюдными и представительными. Так, в «Марихуановых маршах» 2002 года, состоявшихся в Риме и Нью-Йорке, участвовало по 3-5 тыс. человек, что вполне сравнимо с берлинскими Каннабис-Парадами середины 1990-х.
В конце 1990-х ТРП стала одним из инициаторов движения за реформирование антинаркотических Конвенций ООН. В предложениях ТРП, внесенных на рассмотрение ООН в 2002 г., не содержится требований о легализации, а предлагается «рассмотреть положительные результаты, полученные в результате внедрения в нескольких странах программ, включающих… частичную декриминализацию продажи конопли и её производных» и по итогам рассмотрения «внести изменения в Конвенции 1961 и 1971 гг. с целью переклассификации веществ и обеспечения легальной возможности использования наркотиков не только для медицинских и научных целей».
Координационный комитет российских радикалов, существующий с 1992 г., регулярно проводит сборы подписей за легализацию марихуаны, распространяет соответствующую литературу, поддерживает международные акции ТРП. В мае 2003 г. российские активисты организовали в столице манифестацию в поддержку всемирного Марихуанового Марша; в сентябре того же года в Москве состоялась акция гражданского неповиновения с публичным курением марихуаны.

## Прочая деятельность
В 2003 году один из членов партии Оливье Дюпюи (вместе с несколькими левыми депутатами Европарламента) вручил в знак поддержки Ахмеду Закаеву т. н. «паспорт свободы».  [значимость факта?]
В 2007 году член партии депутат европарламента Марко Капатто прибыл в Москву для поддержки акции российских гей-активистов, пытавшихся провести гей-парад.  [значимость факта?]